# Bourseul
 Bourseul  (en bretón Boursaout) es una población y comuna francesa, en la región de Bretaña, departamento de Côtes-d'Armor, en el distrito de Dinan y cantón de Plancoët.

## Demografía
| 1060 | 1006 | 893 | 951 | 947 | 921 |
| Para los censos de 1962 a 1999 la población legal corresponde a la población sin duplicidades (Fuente: INSEE [Consultar]) |      |     |     |     |     |